# Роджер де Клер, 2-й граф Хартфорд
Роджер Фиц-Ричард де Клер (англ. Roger FitzRichard de Clare; после 1115 — 1173) — англонормандский аристократ из старшей линии дома Клер, 2/3-й граф Хартфорд и 5-й барон Клер с 1153 года, сын Ричарда Фиц-Гилберта, 3-го барона Клер, и Аделизы Честерской, дочери Ранульфа ле Мешена, 1-го графа Честера. В некоторых источниках упоминается как граф де Клер.
Владея землями в Валлийской марке, Роджер принимал заметное участие в войнах Англии против валлийских правителей, в результате чего ему удалось расширить свои владения.

## Биография
Точный год рождения Роджера неизвестен. Он был одним из младших сыновей Ричарда Фиц-Гилберта, 3-го лорда де Клер. В 1153 году умер бездетным его старший брат, Гилберт де Клер, после чего Роджер унаследовал все владения в Валлийской марке и титулы графа Хартфорда и лорда Клера и Тонбрижда.
В 1153 году Роджер вместе с двоюродным братом, Ричардом Стронгбоу, 2-м графом Пембруком, был одним из баронов, подписавшим соглашение короля Стефана об утверждении наследником английской короны герцога Нормандии и графа Анжу Генриха Плантагенета, ставшего после смерти Стефана в 1154 году королём Англии под именем Генрих II.
Роджер принимал активное участие в борьбе против валлийских правителей. Согласно «Истории Уэльса» Пауэла, в 1157 году король Генрих II даровал Роджеру дозволение присоединить к своим владениям любые земли, которые тот завоюет в Южном Уэльсе. Вероятно это сообщение является интерпретацией записей валлийских хроник, в которых говорится о завоевании Роджером в этом году ряда владений в Кардигане. В результате он удержал за собой замки Хамфри, Абердовей, Динейр и Ристид. Принц Южного Уэльса Рис ап Грифид жаловался Генриху на это вторжение, но безуспешно. Тогда Рис отправил в захваченные земли своего племянника Эйниона ап Анарауда, который в 1159 году захватил и сжёг ряд замков в Кардигане.
Около 1160 года Роджел командовал армией поддержки, отправленной к замку Кармартен, осаждённого войсками Риса. Не рискнув напасть на Риса, английская армия удовлетворилась предложенным перемирием.
В 1163 году Рис ап Грифид снова вторгся во владения Роджера в Кардигане. Валлийские хроники сообщают, что поводом послужила гибель Эйниона ап Анарауда, племянника Риса, убийцу которого Роджер предоставил убежище в своих владения. В результате вторжения почти весь Кардиган был завоёван Рисом, а большинство английских замков сожжены. В результате в 1165 году король Генрих II был вынужден организовать новый поход в Уэльс.
В 1164 году архиепископ Кентерберийский Томас Бекет вызвал Роджера в Вестминстерское аббатство, потребовав принести оммаж за замок Тонбридж. Однако Роджер сделать это, заявив, что держит замок не от архиепископа, а от короля Генриха, который поддержал своего вассала споре против Бекета.
В начале 1170 года Роджер был назначен одним из комиссионеров в Кент, Суррей и ещё ряд частей Южной Англии.
Подпись Роджера стоит на ряде актов: в Кентербери и Дувре (1156 год), Ле Мане (1160 год), Руане (1161 год). Последний акт, подписанный Роджером, датирован 1171 годом.
Роджер умер в 1173 году. Ему наследовал старший сын Ричард. Его младший сын, Джеймс, был болезненным ребёнком и умер бездетным.

## Брак и дети
Жена: Мод (Матильда) де Сент-Хилар, дочь Джеймса де Сент-Хилар и Эвелин. Дети
- Ричард де Клер (ум. 30 октября/28 ноября 1217), 3/4-й граф Хартфорд и 6-й лорд Клер с 1173
- Джеймс де Клер
- Матильда де Клер; муж: Роджер Фиц-Джон де Ласи (ум. 1211)
- Эвелин де Клер (ум. 22 ноября 1220/4 июня 1225); 1-й муж: Уильям де Мушенси (ум. до 7 мая 1204); 2-й муж: до 29 мая 1205 Джефри Фиц-Питер (до 1170 — 14 октября 1213), 1-й граф Эссекс

После смерти мужа Мод вышла замуж вторично. Её мужем стал Уильям д’Обиньи (до 1150 — 24 декабря 1193), 2-й граф Арундел.